# ジョン・ウィクリフ
ジョン・ウィクリフ（John Wycliffe, 1324年 - 1384年12月31日）は、イングランドの神学者。カトリック教会の腐敗を批判し、神の前での平等を説いたことから宗教改革の先駆者とされる人物である。
ウィクリフは、清貧であるべき教会が富を蓄え特権的な地位にあるようになった原因は偽のコンスタンティヌスの寄進状にあり、王権によって教会の所有資産を没収し、教会への貢納税を廃止することで教会を正しい姿に戻すべきと論じた。更に、修道院、聖人、聖遺物、巡礼といった神以外への礼拝を否定し、贖宥状、煉獄、サクラメント、ミサに於いてパンとワインがキリストの本物の肉と血に変じるという説（化体説）などカトリック教会発足以後に現れた概念は「魔術に属するもの」として退けた。また、聖職者の叙階は不要であり、真の教会会員ならば誰でも聖職者たり得ると主張し、ロラード派と呼ばれる巡回説教団を組織し福音伝道を行った
。

## 生涯

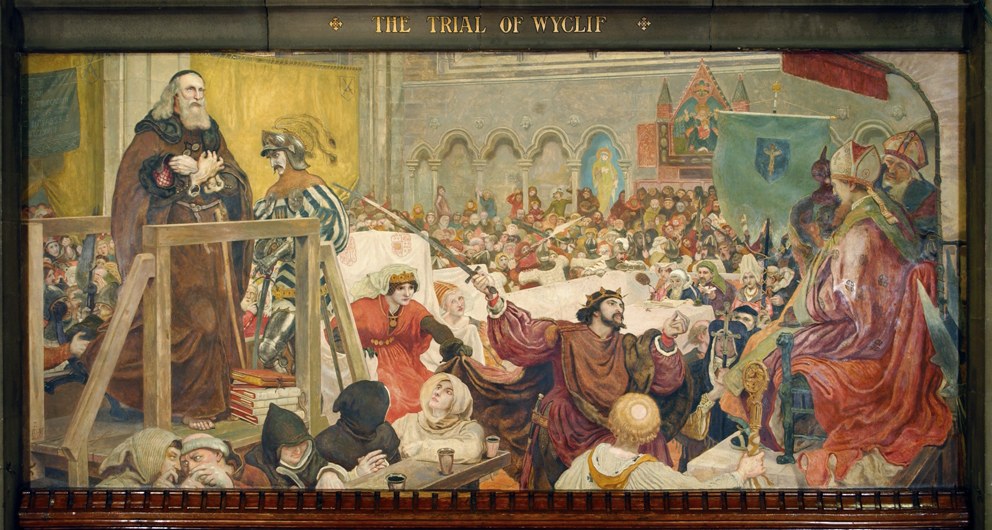
審問を受けるウィクリフ

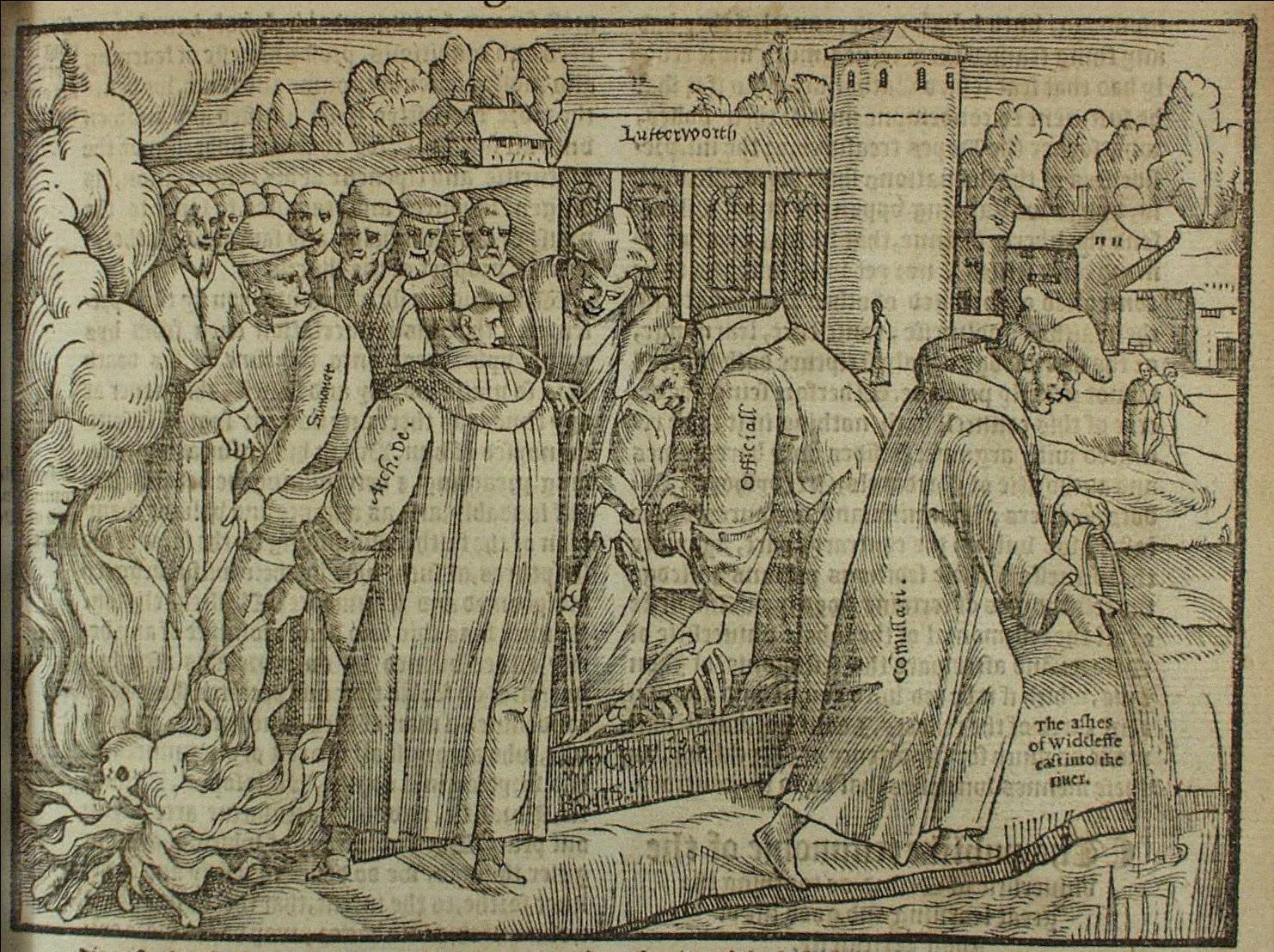
暴かれて焼かれるウィクリフの骨

イングランドのヨークシャーに生まれる。オックスフォード大学、パリ大学で神学を学んだ後、オックスフォード大学ベリオール・カレッジでラテン語の研究と講義を行った。初代教会時代の清貧な信仰生活を模範としたウィクリフは、キリスト教信仰の教義の源泉は聖書のみであるとし、ローマ・カトリックの教義は聖書から離れていると批判した。
1375年に出版された『世俗の支配権について』によって行われた聖職者批判が原因となって、1377年にロンドン司教ウィリアム・コートニーに異端の容疑で召喚されるが、この時はイングランド王族でランカスター家の祖であるジョン・オブ・ゴーントの庇護によって断罪は免れた。同年、アヴィニョンの教皇グレゴリウス11世がウィクリフの逮捕と異端審問を要求し裁判が行われたが有耶無耶のまま終わった。1378年に発生した教会大分裂（シスマ）を契機としてウィクリフの教皇制批判は更に激しさを増した。1381年にカンタベリー大司教がロンドンで教会会議を招集し、ウィクリフの唱える教説を異端として宣言した。オックスフォード大学での講義を禁じられたウィクリフは、レスターシャー州ラタワースの主任司祭として赴任した。
リチャード2世王妃アン・オブ・ボヘミアがチェコ語訳された聖書を持参していたことに刺激を受け、1382年に史上初めてとなる英文の新約聖書を出版し、翌年には旧約聖書を出版した。英訳された聖書はロラード派によって伝道に用いられ、カトリック教会の独占物だった聖書に一般信徒が初めて触れる機会となった。聖書を用いた福音伝道は人々に大きな影響を与えたが、農民反乱の首謀者と目されたり、説教中に襲撃に遭うなど反発も生じた。
1384年12月28日、礼拝中に脳卒中を発症し数日後に死去した。享年60歳。
ウィクリフの最後の日々の著書の業績は、彼の学識の絶頂とも言えるものである。ウィクリフの最後の著書「反キリスト」は未完となった。

### 死後の影響・出来事
ロラード派の活動はウィクリフの死後に民衆運動として広がったが、1399年のヘンリー4世の即位とともに出された異端者焚殺令によって弾圧される。ウィクリフの訳した聖書はローマ・カトリック教会によって1408年に禁書に指定され、読む者は異端者として弾劾された。しかし、ウィクリフの教説はワットタイラーの乱など、農奴解放一揆にインスピレーションを与えた。
また、ボヘミアの宗教改革者ヤン・フス、また100年後の宗教改革にも大きな影響を与えた。
ウィクリフは死後30年ほど後、1414年のコンスタンツ公会議で異端と宣告され、遺体は掘り起こされ、著書と共に焼かれることが宣言された。これは、12年後にローマ教皇マルティヌス5世の命により実行された。ウィクリフの墓は暴かれ、遺体は燃やされて川に投じられた。

## 主な著書
- 『世俗の支配権について』（1375年）
- 『聖書の真理について』（1378年）
- 『教会について』（1378年）
- 『国王の職務について』（1379年）
- 『教皇の機能について』（1379年）
- 『聖餐について』（1379年）

### ウィクリフ聖書
ウィクリフ聖書 はラテン語の聖書であるウルガタを典拠としたもので全66巻からなる。翻訳はウィクリフ一人によるものではなく、弟子たちとの共同作業だった。禁圧の激しいスコットランドでは、1520年にマードック・ニスベットによってウィクリフ聖書のスコットランド語訳が試みられている。
ウィクリフが訳した聖書の序文には、エイブラハム・リンカーンが引用した有名な言葉
This Bible is for the government of the people, by the people, and for the people.
「この聖書は人民の、人民による、人民のための統治に資するものである」
があると言われることがあるが、実際にはウィクリフ聖書の序文にこの言葉は確認できないと書く非専門家（非アカデミック）の著述家もいる。